# Pere Carles de Borbó i de Bragança
Pere Carles de Borbó i de Bragança (Aranjuez, 18 de juny de 1786 – Rio de Janeiro, 4 de juliol de 1812) va ser un infant d'Espanya i de Portugal, fill de l'infant Gabriel de Borbó. Va ser almirall de la Marina Reial Portuguesa i cavaller de l'orde del Toisó d'Or.

## Naixement
Va néixer al Palau Reial d'Aranjuez el 18 de juny de 1786. Va ser el fill primogènit de l'infant Gabriel de Borbó, fill del rei Carles III d'Espanya, i de la infanta Maria Anna Victòria de Bragança, filla de la reina Maria I de Portugal. Com a net de dos reis de la península, per disposició i reial decret dels seus avis de 18 de març de 1785, es va acordar que des del seu naixement se li va donar el tractament d'infant d'Espanya i de Portugal. Va ser nomenat cavaller de l'orde del Toisó d'Or i Gran Prior de Castella i Lleó en l'orde de Sant Joan de Jerusalem.

## A la cort de Portugal
El 1788, quan tenia dos anys, va quedar orfe dels seus pares, a més de morir els seus dos germans, tots víctimes de la verola. En aquest moment va heretar el ric majorat que Carles III havia instituït a favor de l'infant Gabriel. Pere Carles va quedar sota la custòdia del seu avi, el qual, tanmateix, va morir tres setmanes després. A conseqüència d'això, va ser enviat llavors a la cort de Portugal amb la seva àvia la reina Maria, on va ser educat com un infant més de la família reial, i durant aquests anys va residir als palaus d'Ajuda, Mafra i Queluz. Allí va desenvolupar un fort vincle familiar amb el seu oncle Joan, príncep de Beira, que es va encarregar de la regència del regne de Portugal el 1792, després de la declaració d'incapacitat de la reina. Arran d'aquest fort vincle, Pere Carles no va tornar mai a Madrid i va romandre a la cort portuguesa.

## Fugida al Brasil
A causa de l'amenaça napoleònica, el 1807, la família reial portuguesa va decidir refugiar-se a la seva colònia del Brasil, embarcant-se al novembre del mateix any. Ja establerts, va sol·licitar al seu oncle casar-se amb la infanta Maria Teresa, princesa de Beira, un matrimoni al qual es va oposar la reina i infanta espanyola Carlota Joaquima de Borbó. Amb tot, l'enllaç finalment es va celebrar el 1810, i la princesa Maria Teresa va esdevenir infanta d'Espanya a través del matrimoni. De la parella va néixer l'infant Sebastià Gabriel. El mateix dia, el seu oncle el va nomenar almirall general de la Marina Real Portuguesa.
De salut fràgil, l'infant Pere Carles va anar perdent vitalitat i a morir dos anys després, el 4 de juliol de 1812, i va ser enterrat a Rio de Janeiro. Quan la família va tornar a la península, el seu cos va ser repatriat i inhumat al Panteó d'Infants del monestir d'El Escorial.